# Марія Горовіц
Марія Горовіц (пол. Marja Horowitz; 1892, Коломия — 25 жовтня 1942, так само), також відома як Міріам Горовіц — коломийська підприємиця, громадська діячка та благодійниця єврейського походження, засновниця першої в Коломиї гардинної фабрики (1924).

## Життєпис
Народилася Марія Горовіц у 1892 році в Коломиї у нащадків славетної родини Горовіців зі Станіславова. Вона була онукою шанованого рабина Мешулама Горовіца зі Станіславова (тепер Івано-Франківськ).
Документально її ім'я з'являється в річному звіті Товариства ригорозантів Єврейського академічного дому у Львові за 1924 рік як його членкині, яка проживає в Коломиї.
У довіднику «Rocznik Polskiego Przemysłu i Handlu» за 1936 рік можна дізнатися, що Марія Горовіц в 1924 році заснувала фабрику штор і фіранок у будинку на розі вулиць Франка та Театральної,, хоча її фабрика була внесена в державний торговий реєстр рішенням Окружного суду в Коломиї лише 10 січня 1934 року. За свідченнями Василя Нагірного, сама власниця та її родина мали своє підприємство та помешкання на 3 поверсі триповерхового будинку. Спочатку її підприємство було невеличкою вирібнею, а потім перетворилося на величезне підприємство з філіями в містах Європи. Її фабрика зовсім скоро стане відомою не лише в Коломиї, а й на Галичині, про що свідчить оголошення фабрики у львівському виданні «Wschód» 1935 року випуску про політичне і господарське життя Східної Малопольщі. За свідченнями Василя Нагірного, продукція підприємства Марії Горовіц експортувалася до Європи (килими) та США. За розповідями наукової співробітниці Музею історії міста Коломиї Мирослави Кочержук, на фабриці працювало близько 700 робітників та робітниць. Цікаво, що приблизно 180 з них працювали в цехах фабрики, а 500 виконували роботу вдома. Жінки вишивали на виготовленій в цехах сітці. Це були гардини неймовірної краси, витвори мистецтва, ручна робота, що експортувалася за кордон. Попри це, за даними англомовних єврейських джерел, кількість робітників фабрики сягала до 400. Як дізнаємося з довідника «Rocznik Polskiego Przemysłu i Handlu» того ж 1936 року, річний капітал підприємства становив 170 тисяч злотих, що на той час було величезною сумою. На фабриці підприємиці спеціальних машинок було 30. З них були й швейні машинки «Зінгер», які були спроваджені Горовицями в 1925 році.
Співвласниками її фабрики були Маркус Горовіц (1895—1942), який під час Другої світової війни очолить Юденрат і скоїть самогубство в 1942 році, та Йозеф Горовіц.
Марія Горовіц була і громадською діячкою: у червні 1928 року увійшла до складу до Виконавчого комітету рухомої промислової виставки в Коломиї, про що свідчить коломийська газета «Tygodnik Pokucki Zjednoczenie» за 24 червня 1928 року.
Також підприємиця займалася благодійністю: неодноразово виділяла кошти на діяльність Єврейської народної кухні, а також у квітні 1927 року допомогла фінансово Товариству опіки над бідними єврейськими дітьми. Також Марія Горовіц була «прихильницею і симпатиком» Товариства об'єднання сліпих працівників, заснованого в 1921 році, про що свідчить звіт 15 років діяльності цього об'єднання. У квітні 1939 року виділила підприємиця 1000 злотих на т. зв. «протиповітряну позику» (пол. — Pożyczką Przeciwlotniczą).
Після початку Другої світової війни фабрика Горовіців була націоналізована радянською владою.

## Німецька окупація
Коли у 1941 році Коломию окупували німецькі війська, брат Марії Горовіц Маркус, співвласник фабрики, очолив Юденрат на початку 1942 року. На фабриці Горовіців нацисти збирали та сортували конфісковані у євреїв хутро, ювелірні вироби, які потім відправляли у Львів.
25 жовтня 1942 року у кабінеті очільника Юденрату Марія Горовіц разом зі своїм братом Маркусом скоїла самогубство. За спогадами коломийських євреїв, які пережили Голокост, вони самоотруїлися. Причиною самогубства вважається депортація єврейського населення до концтабору Белжець. За даними французьких джерел, у прощальному листі Мордехай писав, що втратив надію на порятунок останніх євреїв Коломиї.
Марія та Маркус Горовіци були поховані на єврейському кладовищі в Коломиї.

## Нагороди
- Кавалер Срібного Хреста Заслуги (11.08.1937) — за заслуги в галузі професійної діяльності.[28]

## Пам'ять
У травні 2020 року автор проєкту першого в Україні Музею «Небесної Сотні» в Івано-Франківську, автор найбільшої в Україні картини «Хроніка України», художник з Івано-Франківська Роман Бончук створив мурал на честь Марії Горовіц на стіні будинку, де була її фабрика.
Марія Горовіц також увійшла до дев'яти жінок, які вплинули на культурне і політичне життя Коломиї на початку ХХ століття.